# Site archéologique des Fontaines Salées
Le site archéologique des Fontaines Salées se situe à cheval sur la commune de Foissy-lès-Vézelay et le sud de la commune de Saint-Père, dans l'Yonne et dans le nord du Morvan, en France. C'est le point d'émergence de sources salées qui ont été exploitées pour le sel ou les bains, du Néolithique au Moyen Âge. Le site a été classé monument historique par les arrêtés du 25 janvier 1936 et du 14 janvier 1942.

## Situation
Les Fontaines Salées se situent dans le sud du département de l'Yonne, à 3 km au sud-est de Vézelay et au sud-est de Saint-Père, sur la rive gauche de la Cure, à 40 m de la berge. La Cure coule ici en direction sud-sud-est / nord-nord-ouest. Le site est proche du gué de l'ancienne voie menant d'Autun à Auxerre par Quarré-les-Tombes.

## Géologie, hydrologie

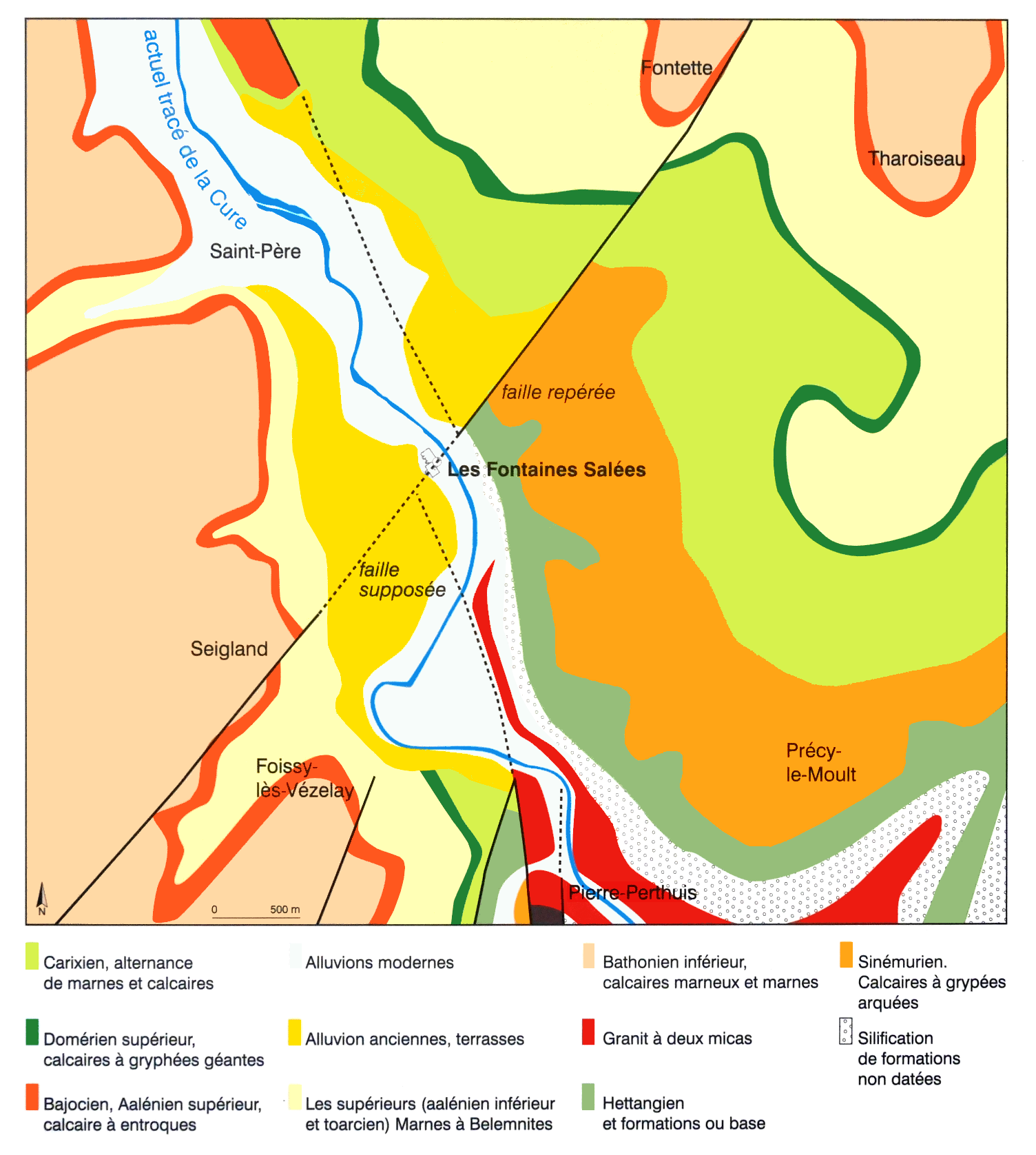
Carte géologique des Fontaines Salées.

Du point de vue géologique, les sources sont situées à l'extrémité nord-ouest du Morvan. Elles sont au contact des terrains cristallins de ce dernier, et de la bordure sédimentaire du Jurassique inférieur du bassin parisien.
À cette dualité du substrat s'ajoute un croisement de deux failles majeures. S'y trouve d'une part la grande faille du Morvan, qui est suivie par le cours de la rivière (NNO-SSE), et d'autre part la faille des Fontaines Salées.
Cette dernière, la plus spectaculaire de la région parmi les accidents obliques (NNE-SSO), a un rejet moyen de l'ordre de 15 m vers le nord-ouest. Elle a décalé la grande faille du Morvan vers le nord-est en induisant sur le parcours de cette dernière une zone de failles broyées,.
Ce croisement géologique permet la remontée d'eaux profondes traversant des argiles salées et butant sur les roches granitiques du Morvan. L'eau émergente est minéralisée (9  à   12 g/L), de température atteignant 15,2 °C, et contient du chlorure et du sodium (en l'occurrence du sel). Elle est également légèrement radioactive, et est accompagnée de remontées gazeuses contenant de l'azote (91,7 %), de l'hélium (6,42 %), du dioxyde de carbone (1,23 %), de l'argon, etc..
Les puits sont creusés dans une zone sableuse, ancienne sablière. C'est à l'occasion de l'extraction de sable que le premier puits a été trouvé en 1933. Un seul puits présente des émanations gazeuses intermittentes ; une margelle en pierre de taille entoure ce puits.
L'exposition du musée annexe au site donne une description de la composition physico-chimique de l'eau.

## Découverte
René Louis, médiéviste, étudie la chanson de geste de Girart de Roussillon et entreprend de localiser le site de la bataille de Vaubeton, qui s'est déroulée dans la vallée de la Cure. Il entreprend des fouilles archéologiques en septembre 1934, qui révèlent des thermes de l'époque gallo-romaine. Avec l'aide de deux spécialistes, Robert Dauvergne et Bernard Lacroix, il met au jour des objets datant du début du Ier millénaire av. J.-C..
Au lieu-dit le Poron (anciennement le Perron), une hauteur voisine qui surplombe les puits de captage néolithiques, une défense de mammouth est d'abord trouvée en 1930 dans une autre sablière exploitée, à 1 m de profondeur. Des ossements et fragments de poterie sombre se trouvaient dans la couche de terre recouvrant le sable, aux environs proches de la sablière. En 1934, c'est une imbrex gallo-romaine intacte qui est mise au jour ; puis à une profondeur variant de 50 cm à 60 cm, une sépulture en 1937, une en 1938 et trois autres en 1939. Ces cinq sépultures trouvées paraissent former trois rangs avec des espacements de 2 m entre chaque sépulture, et vraisemblablement il s'agit d'un champ d'urnes avec de nombreuses autres sépultures.
Le site a été classé monument historique par les arrêtés du 25 janvier 1936 et du 14 janvier 1942.

## Histoire
Le matériel céramique et métallique trouvé entre le village et la chapelle Saint-Jean-Baptiste indique une fréquentation importante depuis La Tène finale jusqu'au Ve siècle.

### Puits de captage des eaux néolithique
Pour un article plus général, voir Culture campaniforme.

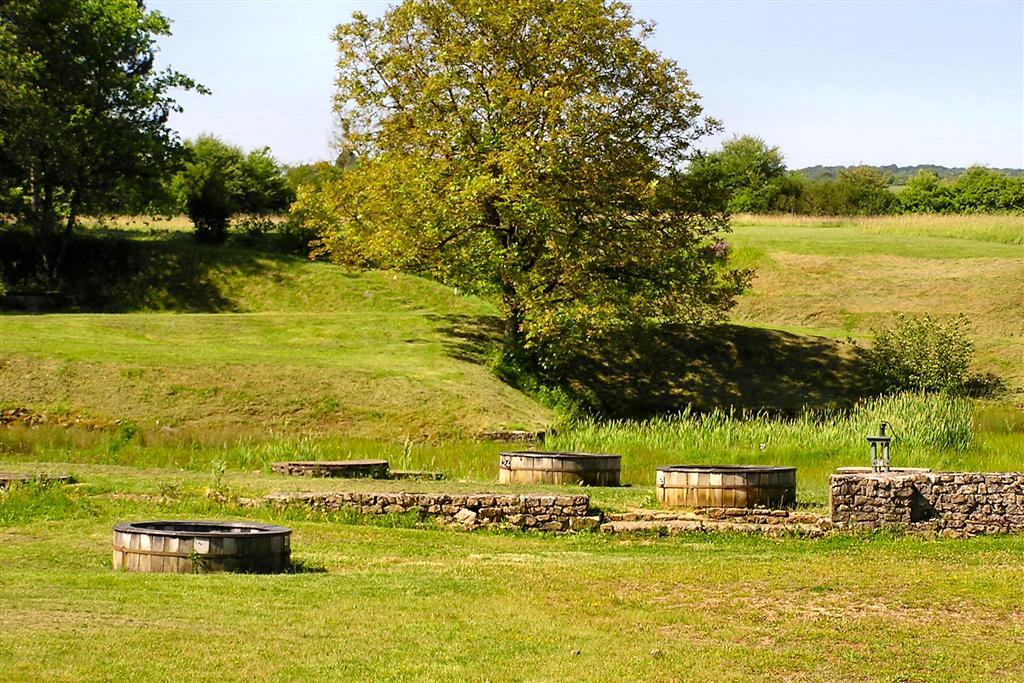
Les bassins de captage de l'eau.

Le site des Fontaines salées s'appelait anciennement « le puits de sel ». Les premiers travaux d'exploitation des sources ont été mis en œuvre par des puits de captage qui ont été aménagés entre environ 2309 et 2223 av. J.-C. (datation par le carbone 14 et par dendrochronologie, réalisées en 2001 par le BRGM), soit le Néolithique final.

### Âge du bronze
Pour un article plus général, voir Culture des champs d'urnes.
Abandonnés après l'Âge du bronze ancien, les puits ont été comblés par les alluvions des crues de la Cure. Ensuite, certains puits ont été réutilisés à la fin de l'Âge du bronze — peut-être pour abreuver du bétail.
Le site est utilisé comme site funéraire vers 900 av. J.-C. Outre les restes d'ossements humains, la deuxième urne funéraire trouvée entière contenait une autre urne de même modèle mais assez petite pour passer par le col de la grande urne, ainsi qu'un bol, deux bracelets de bronze, et une pointe de flèche néolithique en silex avec pédoncule et barbelures, craquelée comme après un passage dans le feu.

### Âge du fer
Il faut attendre l'Âge du fer pour y voir une production de sel par le feu. Il est par ailleurs vraisemblable qu'à cette époque les installations ne devaient pas seulement servir à recueillir du sel, compte tenu de la proportion élevée de potasse induite par la combustion du bois de chauffe.
En 1942, seize chênes évidés sont découverts en réalisant des fouilles archéologiques sur l'alimentation en eau des thermes ; le carbone 14 a permis de les dater de l'Âge du fer. Ils ont servi à fabriquer dix-neuf puits de captage des eaux salées afin d'exploiter le sel dans l'Avallonnais et sont toujours dans un très bon état de conservation. La grosseur de ces arbres laisse supposer qu'ils ont été conservés sur plusieurs générations avant d'avoir été abattus pour cet usage, un travail collectif mené à bien à l'aide de haches en cuivre ou en bronze. Deux techniques différentes ont été mises en œuvre pour ce faire, par deux groupes différents.
Entre 1942 et 1961, dix-huit puits datant du Ier millénaire av. J.-C., verticaux, cylindriques, d'une profondeur située entre 1 m et 1,40 m et d'un diamètre de 1,5 m environ sont mis au jour. Creusés dans le sable, il n'y avait pas de boisements d'étayage. Une partie des puits étaient utilisées comme de simples puisards pour recueillir les eaux salées après que celles-ci eussent été filtrés par le sable. Les autres puits prenaient l'eau en dessous de la couche de sable, suivant le système des puits ascensionnels jaillissants. Les installations servaient à recueillir du sel par évaporation et ce sel ainsi recueilli pouvait servir pour la conservation de la viande et du poisson.
Ensuite, les Celtes ont créé un sanctuaire circulaire autour d'une des sources.
Plusieurs exploitations de fer étaient en opération dans les environs proches, et une activité commerciale s'était établie,,.

### Époque gallo-romaine: thermes et villa

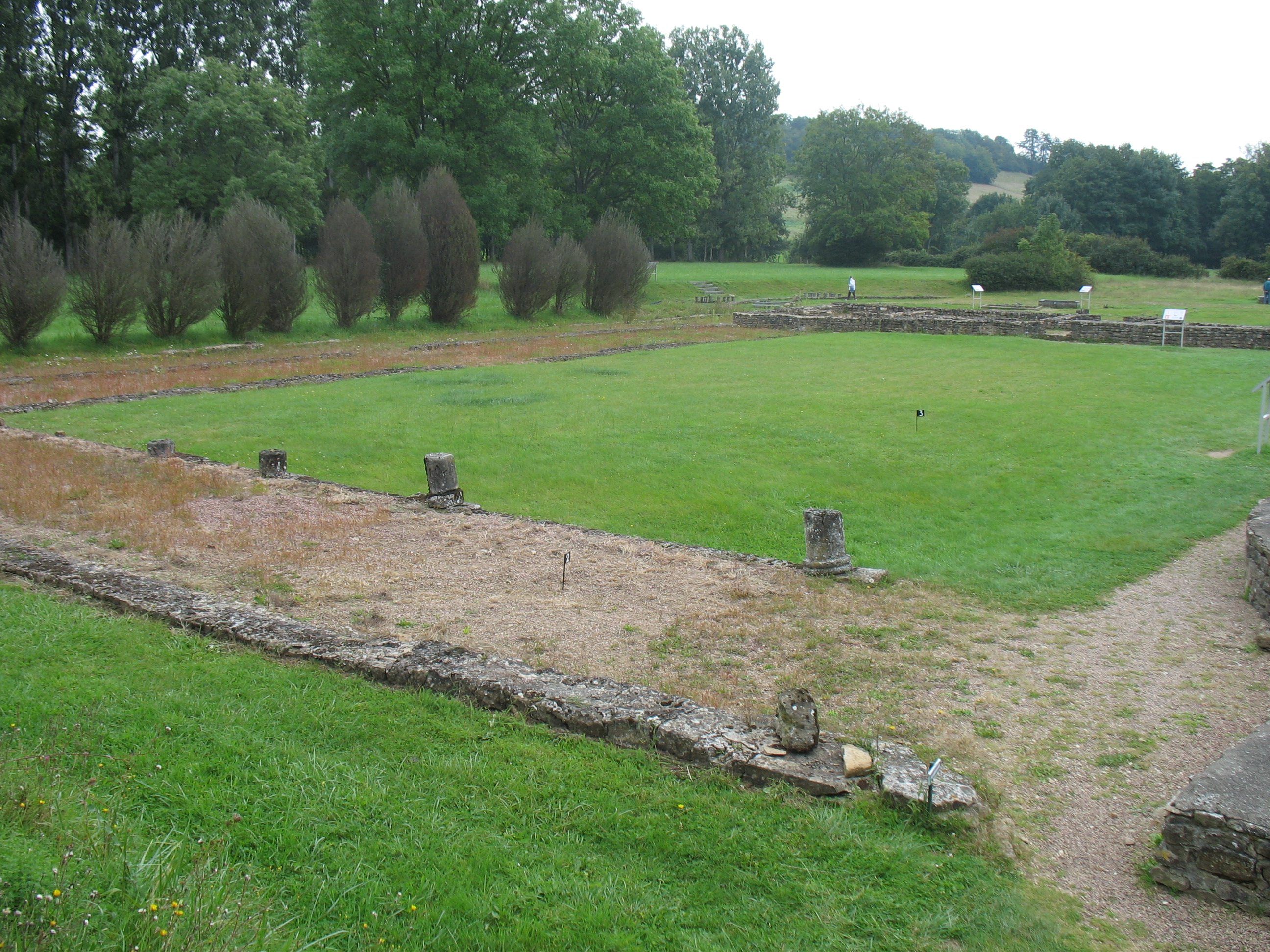
La palestre des thermes, une cour intérieure consacrée à la gymnastique et entourée de colonnades.

Plan des vestiges des Fontaines Salées.

On y a relevé les plus anciens aménagements connus de site thermal, le plus ancien datant du Ier siècle, assez sommaire. Des travaux d'agrandissement des thermes sont réalisés au Ier siècle : vestiaire, bains à vapeur ou tiède… Au IIe siècle, l'influence romaine se faisant plus forte, l'établissement est agrandi, devenant des thermes mixtes hommes/femmes et un système de chauffage est créé. Des extensions sportives sont également réalisées comme la palestre pour la gymnastique. Cet établissement thermal étant unique dans la région, il attirait des clients venus d'une distance assez lointaine.
Un nouveau sanctuaire est accolé à l'ancien sanctuaire celte. Les romains continuent d'utiliser le site car celui-ci est situé sur une des routes importantes du grand centre minier et sidérurgique des Ferrières.
Dans la deuxième partie du IIIe siècle, les Alamans envahissent la région et ravagent tout, obligeant les populations locales à se réfugier dans les forêts limitrophes ou dans les villes fortifiées de la région. L'établissement thermal est pillé et détruit. Seule l'exploitation du sel demeure. Les ruines sont partiellement transformées et aménagées par de petits sauniers, se livrant au travail de la réduction de l'eau salée, à la préparation des saumures et salaisons ou encore au traitement des peaux. Lors des fouilles de ces exploitations artisanales, deux cent cinquante pièces de monnaie avec des portraits de deux empereurs du début du IVe siècle : Constance II et Dèce ont été trouvées,.
Au IVe siècle, après le retour au calme, la région tente de se reconstruire et le site est de nouveau occupé par des habitants locaux. Mais La notion de caractère sacré de cette eau est perpétuée avec un puits à côté de leur atelier, puits entouré symboliquement d'une enceinte de galets.
Des photos aériennes indiquent un grand domaine rural, appelé Vercellacus à partir du IVe siècle (du nom de son propriétaire) puis transmis en tant que villa carolingienne.

### Moyen Âge
L'impôt de la gabelle du sel, mis en place d'abord de façon intermittente au XIIe siècle puis définitive au XIIIe siècle, signe la mort de l'extraction du sel aux Fontaines Salées. Produit indispensable, sa taxation frappe lourdement les moins riches. Le sel est donc vendu frauduleusement par les populations locales. Le roi, puis les moines ses fermiers, s'évertuent à supprimer leur manque à gagner : les galères ou la mort punissent les contrevenants, d'autant qu'au XVe siècle les moines de Vézelay y établissent un grenier à sel et veillent de près sur leurs bénéfices. Jusqu'au XVIIIe siècle, le site est enfoui sous d'épaisses couches de remblai successives à la suite des luttes impitoyables livrées par le pouvoir aux trafiquants de sel, appelés « faux sauniers ».[réf. nécessaire]

## Galerie

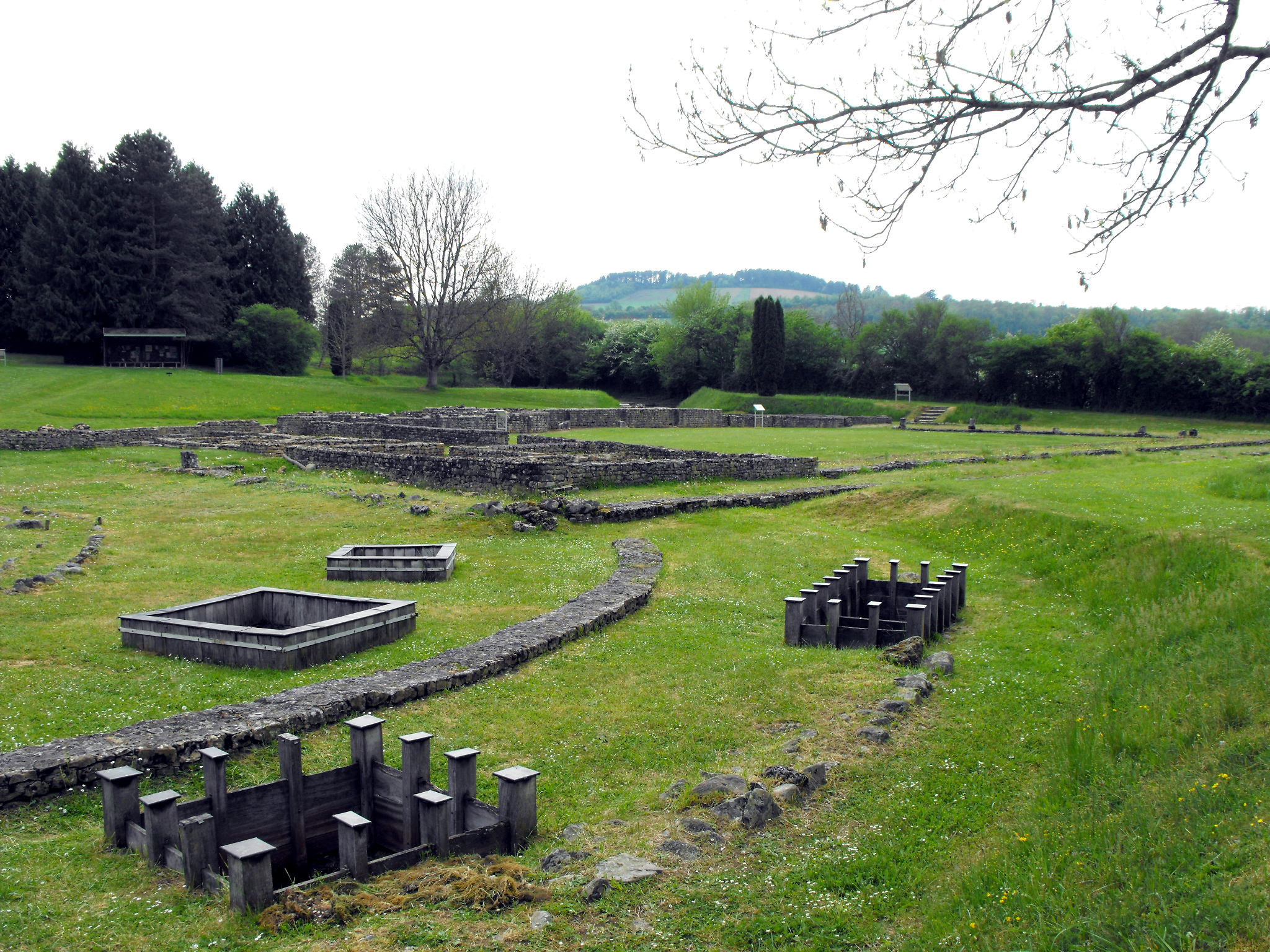
Vue générale du site.
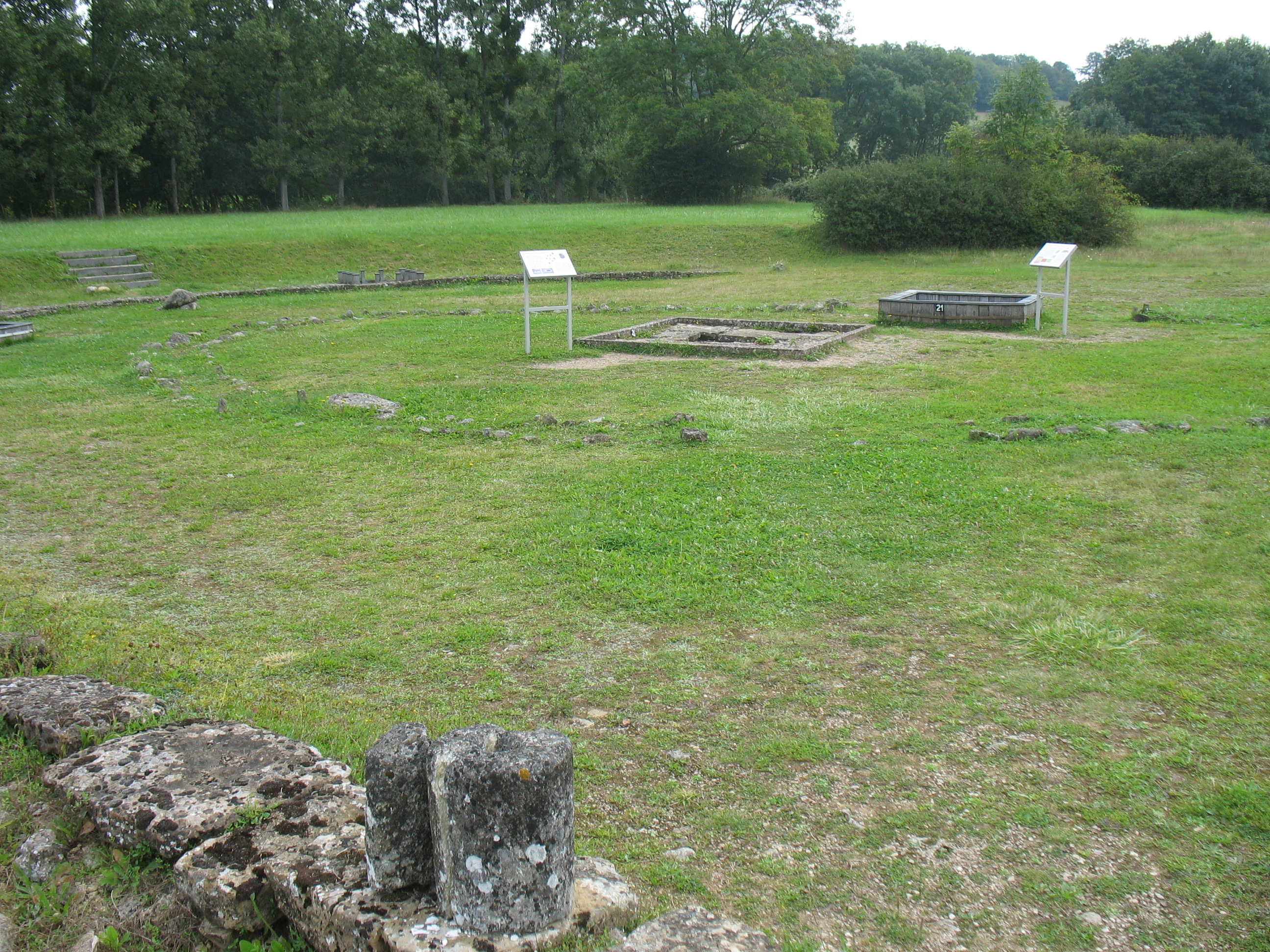
Le sanctuaire celte.
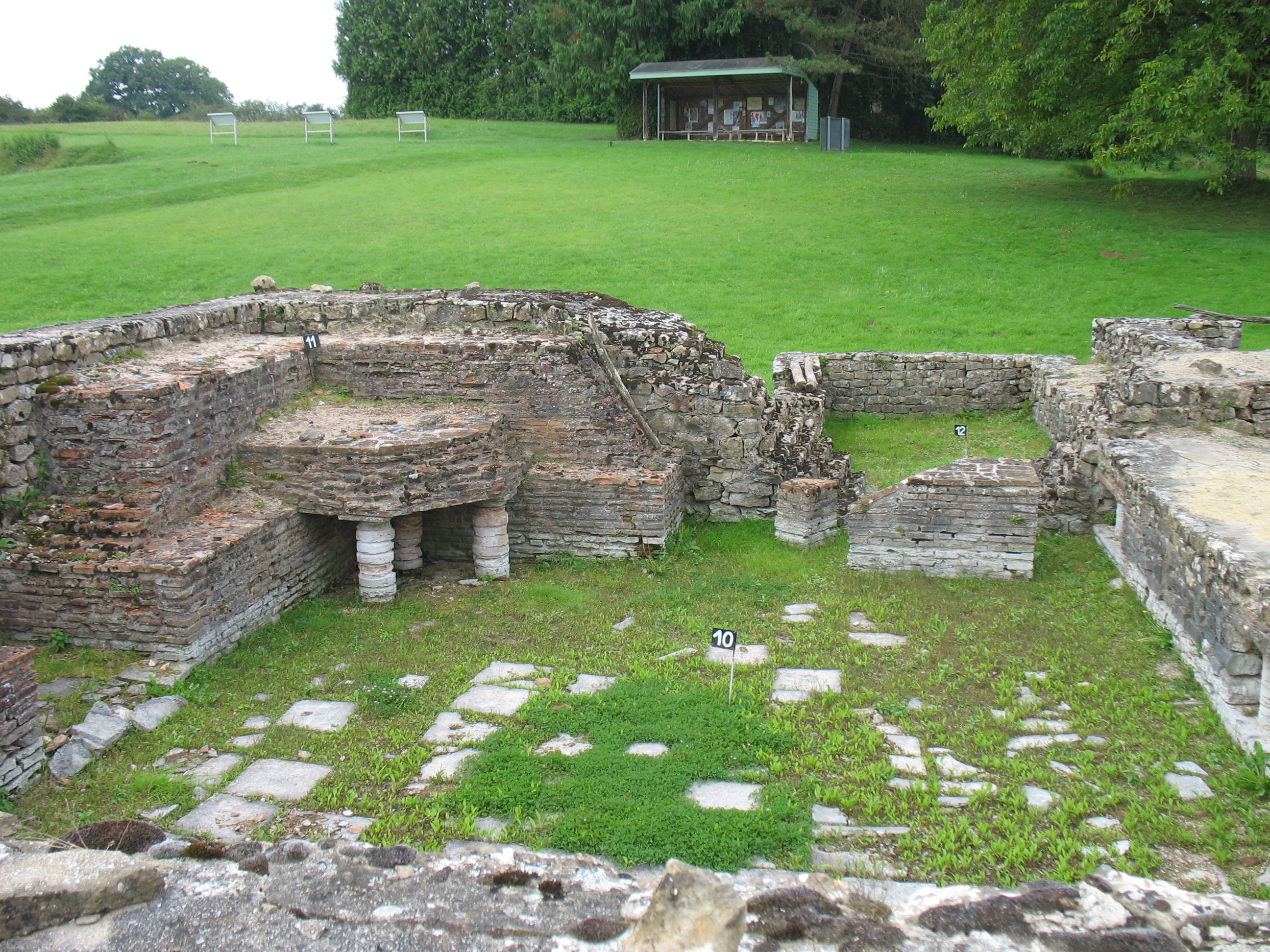
Le caldarium.
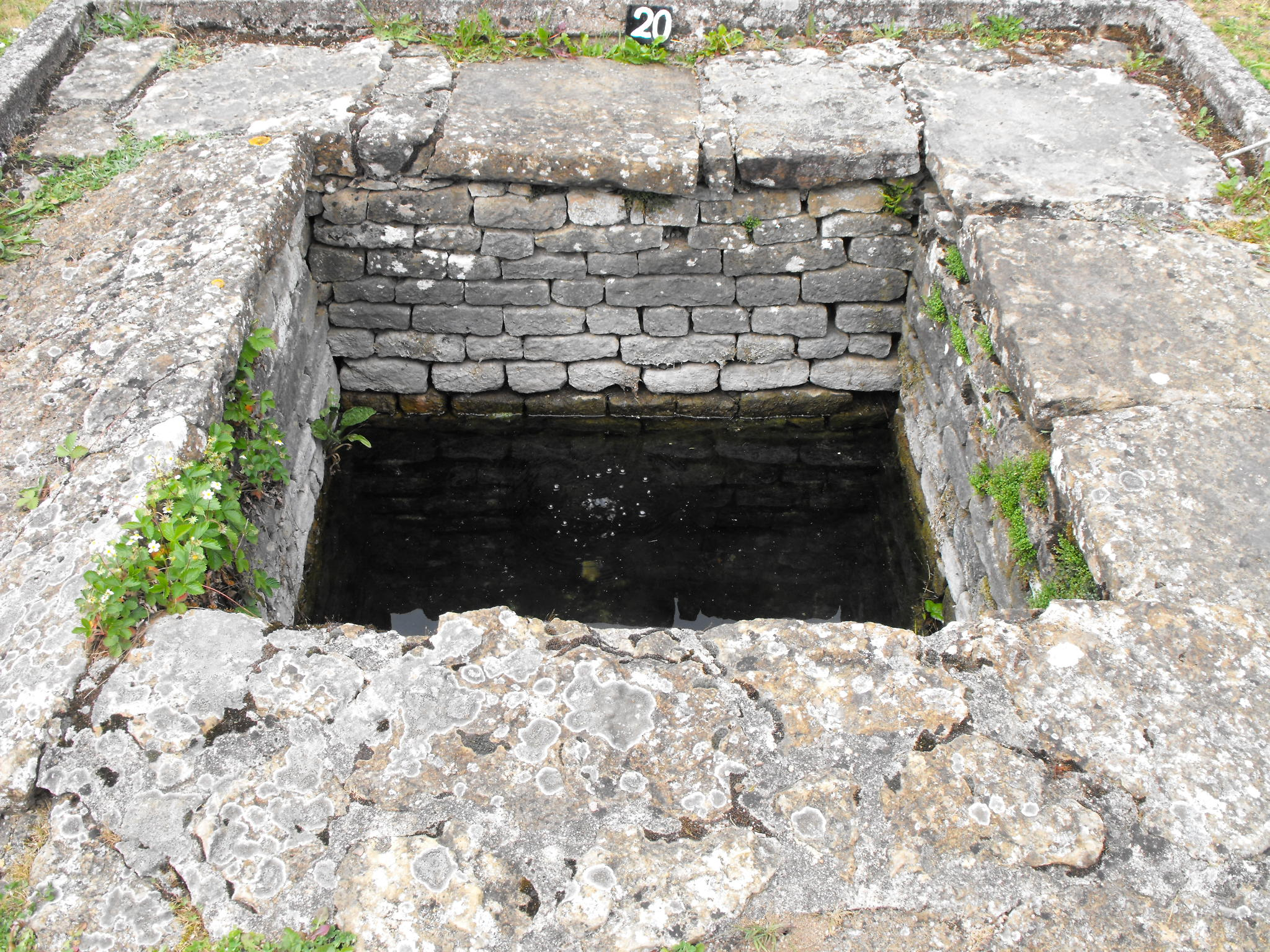
Bassin de fontaine.

## Centre d'accueil et de découvertes archéologiques
En 2016, un nouveau bâtiment d'accueil du site archéologique est réalisé sous la direction de l'architecte Jean-Paul Philippon. Il ouvre en 2017. L'accès au site (centre d'accueil et de découvertes archéologiques) est payant.